# Heinz Ridder
Heinz Ridder (* 13. April 1920 in Recklinghausen, Westfalen; † 31. Dezember 1986 in Ramsau, Österreich) war ein deutscher Maler, Graphiker und Kunsterzieher.

## Biographie
Ridder studierte von 1939 bis 1941 an der Folkwang-Meisterschule Essen. Er besuchte die Meisterklasse für Gebrauchsgrafik und Typografie, bevor er sich ganz dem Zeichnen und der Malerei zuwandte.
Gezwungen durch den Zweiten Weltkrieg, brach er sein Kunststudium ab. Von 1941 bis 1945 leistete er seinen Kriegsdienst und kam in russische Kriegsgefangenschaft.
Nach dem Zweiten Weltkrieg war er als freischaffender Maler und Grafiker tätig.
Ridder zählte zu der Generation junger Nachkriegskünstler, die sich nach dem kulturellen Kahlschlag durch die Diktatur des Nationalsozialismus aktiv am kulturellen Wiederaufbau an Rhein und Ruhr beteiligte.
1948 gehörte er u. a. neben Gustav Deppe, Thomas Grochowiak, Ernst Hermanns, Heinrich Siepmann, Emil Schumacher und Hans Werdehausen zu den Mitbegründern der Künstlergruppe „junger westen“ in Recklinghausen.
Ridder war von 1955 bis 1986 Vorsitzender des Vestischen Künstlerbundes. Von 1960 bis 1986 war er zudem Mitglied des Westdeutschen Künstlerbundes und zeitweise auch des Deutschen Künstlerbundes.
Von 1949 bis 1985 unterrichtete er als Kunsterzieher am Freiherr-vom-Stein-Gymnasium Recklinghausen. Von 1968 bis 1982 leitete er die Jugendwerkschule Recklinghausen.
Ridder verstarb 1986 beim Skilanglauf in Schladming/Österreich.

## Mahnmal „Unteilbares Deutschland“

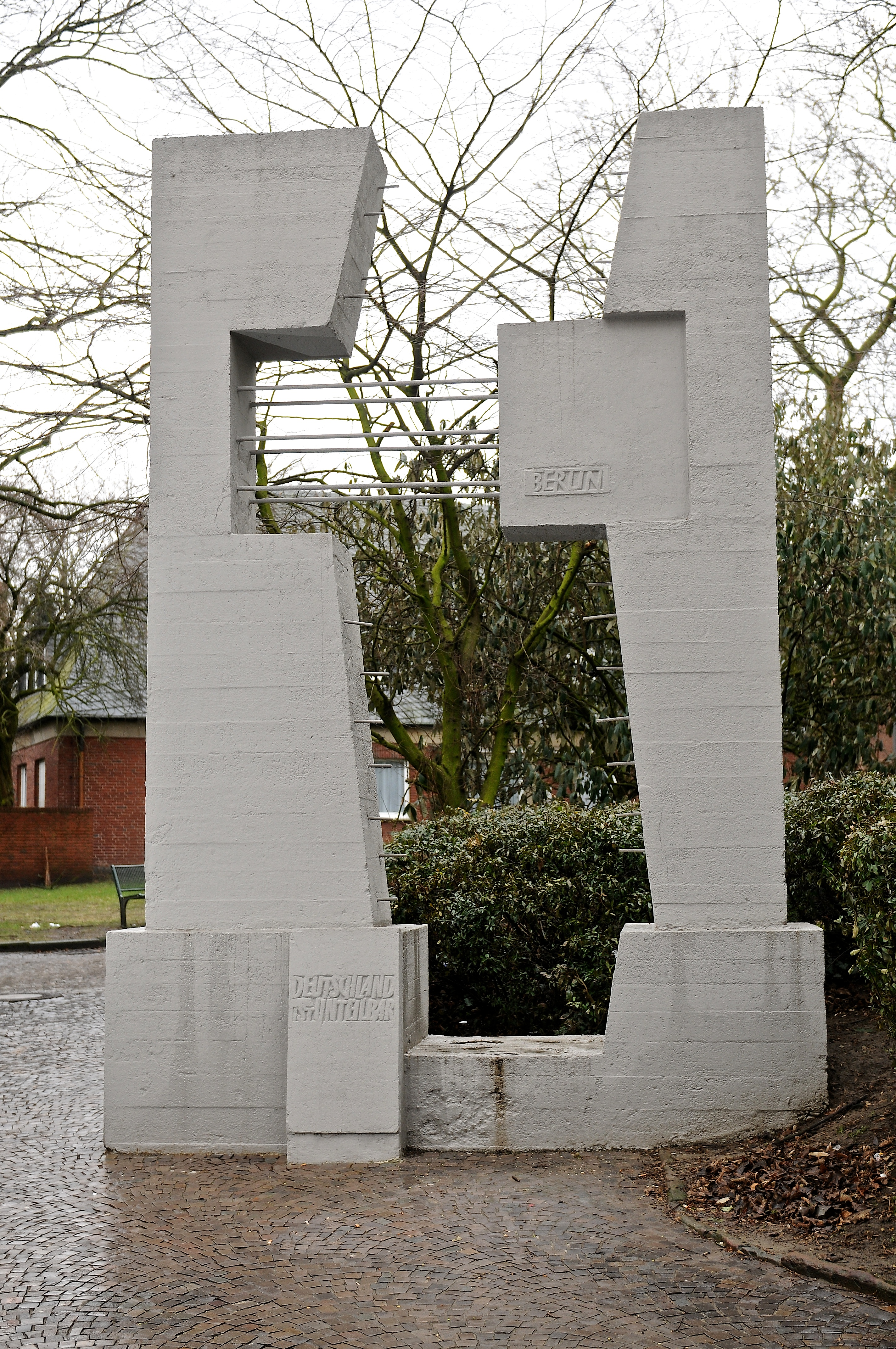
Mahnmal Unteilbares Deutschland

Ridder erhielt den 1. Preis des 1959 durch die Stadt Recklinghausen ausgerufenen Wettbewerbs für ein Mahnmal „Unteilbares Deutschland“.
Das Mahnmal besteht aus zwei großen Betonblöcken, die das geteilte Deutschland symbolisieren. „Berlin“ ist hervorgehoben und mit Westdeutschland durch Eisenstäbe verbunden. Die übrigen Eisenverbindungen zwischen West- und Ostdeutschland sind unterbrochen. Auf der Stirnseite des linken Blocks stehen die Namen der Großstädte von „Hamburg, Köln, München“; auf dem rechten Block von „Magdeburg, Leipzig, Dresden, Königsberg, Stettin, Beuthen“. Der Ostdeutschland symbolisierende rechte Block war bis zur Wiedervereinigung Deutschlands mit Stacheldraht umhüllt. Auf dem Sockelfuß ist der Schriftzug „Deutschland ist unteilbar“ zu lesen.
Das Mahnmal wurde anlässlich des 7. Jahrestages des Volksaufstandes in der DDR am 17. Juni 1960 auf dem Kirchplatz St. Peter in Recklinghausen eingeweiht. 2011 wurde es umfassend saniert.
(Lage)

## Ausstellungen (Auswahl)
Neben der Beteiligung an Ausstellungen des Deutschen Künstlerbundes, des Westdeutschen Künstlerbundes und des Vestischen Künstlerbundes waren folgende Ausstellungen wichtig:

### Einzelausstellungen (Auswahl)
- 1966 Märkisches Museum Witten
- 1969 Galerie Krokodil, Hamburg
- 1971 Kunsthalle Recklinghausen
- 1981 Kunsthalle Recklinghausen
- 1985 Insel-Forum Marl
- 1987 Hommage an Heinz Ridder, Galerie 35, Recklinghausen
- 1987 Dauerausstellung in den Räumen der Stadtsparkasse Recklinghausen
- 1988 Sonderausstellung Kunsthalle Recklinghausen
- 1990 Europäische Akademie, Berlin
- 1991 Dauerausstellung in den Räumen der AOK Recklinghausen
- 1993 Retrospektive, Bruno-Goller-Haus Gummersbach
- 2015 Heinz Ridder und der Vestische Künstlerbund 1955–1986, Kutscherhaus Recklinghausen
- 2015 Hommage an Heinz Ridder, Kunsthalle Recklinghausen
- 2016 „Gesichtslandschaften“, Sonderausstellung im Landtag Nordrhein-Westfalen, Düsseldorf

### Ausstellungsbeteiligungen (Auswahl)
- 1947 „Junge Künstler zwischen Rhein und Ruhr“ in Recklinghausen
- 1950 „Westfälische Kunst der letzten 50 Jahre“ in Recklinghausen
- 1958 „Kunst des Ruhrgebietes“ in Schweden
- 1960 Kunstpreis „junger westen“ der Stadt Recklinghausen in Recklinghausen
- 1962 „Westfälische Grafik“ in Hamm
- 1965 „Metamorphosen - Surrealismus heute“ in Leverkusen
- 1967 Große Kunstausstellung im Haus der Kunst München
- 1979 Salon des Artistes Douaisens, Douai, Frankreich
- 1981 Kunst des 20. Jahrhunderts in Westfalen, Recklinghausen
- 1981 Westfälische Künstler, Westfalenpark Dortmund
- 1984 Biennale an der Ruhr, Städtische Galerie Schloss Oberhausen
- 1985 Westfälische Künstler, Westfalenpark Dortmund
- 1988 R. K. Ziekenhuis, Dordrecht/Niederlande
- 1994 „Drei Künstler und Kunsterzieher in Recklinghausen“ mit N. Dolezich, P. Hülsmann im Vestischen Museum Recklinghausen
- 2000 Hennefer Kunsttage, Meys-Fabrik, Hennef
- 2004 Hennefer Kunsttage, Meys-Fabrik, Hennef
- 2008 "Pentimenti", - "Was vergeht", Krypta der Benediktiner-Abtei Michaelsberg, Siegburg
- 2010 "Pentimenti", - "Was vergeht" Relaunch 2010, Haus der Evangelischen Kirche, Bonn
- 2011 Salonkultur, Düsseldorf
- 2016 „Im Augenblick“, art´SAP Galerie, Dresden

## Künstlerisches Werk
Das künstlerische Werk Ridders umfasst Zeichnungen und Gemälde aus vier Jahrzehnten.
In den 1960er und 70er Jahren wurde Heinz Ridder vor allem durch seine vegetativen Tuschezeichnungen bekannt, die sich durch naturnahe und figurative Strukturkompositionen auszeichneten. „Er sah weniger das Gegenständliche, sondern mehr das Lebendige, das Geäst eines Baumes, das Geflecht des Moses, das Dickicht von Schlingengewächsen, Wurzel- und Wachstumsgebilde, die in sich alle Zeichen der Vegetation trugen. Werden und Wachsen, Verwandlung und Verfall.“
Thomas Grochowiak, Leiter der Städtischen Kunsthalle Recklinghausen, hob 1971 die Akribie seiner Handschrift hervor und führte  bei einer Ausstellungseröffnung aus: „Wenn man die Fülle seiner Zeichnungen durchblättert, gewahrt man verdutzt, wie hier und da im Gespinst der Bildstrukturen phantastische Gesichter und Figuren auftauchen, die in späteren Zeichnungen mehr und mehr den Raum beherrschen, sich jedoch jeglichen Identifizierungsversuchen zu entziehen wissen.“ Den künstlerischen Ertrag der Ridderschen Strukturen bezeichnete Grochowiak als stark und überzeugend.
Ridder selbst bezeichnete diese variablen Figuren als „Larvengesichter, zuweilen von fratzenhafter Bösartigkeit, von abgründiger Trauer oder grinsender Unverschämtheit. Phantome mit menschlichen oder tierähnlichen Körpern und Gesichtern; immer bereit sich zu verwandeln.“ Heinz Ridder entdeckte die Motive für seine Bilder im runzeligen Antlitz der Frau vor sich in der Straßenbahn, im Kopf des Hundes, den er streichelte und beim Spaziergang, wenn ihn die Augen seiner variablen Figuren von den Baumstämmen anglotzten.
Für seinen Künstlerkollegen Eberhard Fisch war es somit nur konsequent, dass Ridder sich ganz dem lebendigsten Motiv aller Motive zuwandte, dem Gesicht des Menschen. Die Idee zu seinen „Gesichtslandschaften“ kam Heinz Ridder – wie er selbst sagte – beim Rasieren vor dem stark vergrößernden Hohlspiegel. Heinz Ridder: „Immer wieder faszinieren mich die Ausdruckskraft und der Reichtum der natürlich entstandenen Oberflächenstrukturen, die darauf basieren, dass hier ein dynamischer Prozess stattfindet, an dem die verschiedensten Wirkkräfte beteiligt sind. Nirgendwo aber sind die Oberflächenformungen interessanter als im menschlichen Gesicht. (…) Hier begegne ich meiner ureigensten Welt, den eingeschriebenen Chiffren meines Lebens, den eingekerbten Spuren erlebter Freuden und Schmerzen. Mit der Methode der starken Vergrößerung von Gesichtsausschnitten glaube ich nicht nur eine intensivere Wahrnehmung der Realitätszeichen zu erreichen, sondern gleichzeitig auch durch die Isolierung des Ausschnitts, der in der Vergrößerung sein Eigenleben erst voll sichtbar macht, eine Verfremdung und Verästelung des Gegenständlichen zu bewirken.“
Bildwerke wie „Gestörte Sicht“, „Gesichtstorso“, „Mundlandschaft“ oder „Flugauge“ führen den Betrachter durch das Thema „Gesichtslandschaften“, das den Künstler seit Ende der siebziger Jahre bis zu seinem Tod 1986 beschäftigt hat. Es waren die Berge und Täler, die Haarbüschel, die Fältchen um Auge und Mundpartien der alternden Haut des Menschen, die dem Zeichner Heinz Ridder Anreize bot, sie zu erforschen und verfremdet wie mit dem Teleobjektiv ganz nahe herangeholt, wiederzugeben. Je runzeliger ein Gesicht, desto „dankbarer“ wurde das Objekt für den Künstler. Die vergrößerte äußere Form der Darstellung bis hin zur Auflösung der Formen führt zu einer neuen Sichtweise auf das Alter des Menschen.

## Werke im öffentlichen Raum
Werke von Ridder sind unter anderen in den Sammlungen Kunsthalle Recklinghausen, Märkisches Museum Witten, Stadtsparkasse Recklinghausen sowie der AOK Recklinghausen zu sehen.